# Тарасевич Григорій Аркадійович
Тарасевич Григорій Аркадійович (1 серпня 1995) — російський плавець.
Учасник Олімпійських Ігор 2016 року.
Призер Чемпіонату світу з водних видів спорту 2017 року.
Чемпіон світу з плавання на короткій воді 2016 року.
Призер Чемпіонату Європи з водних видів спорту 2016, 2018 років.
Переможець літньої Універсіади 2019 року.